# Bideford
Bideford este un oraș în comitatul Devon, regiunea South West, Anglia. Orașul este reședința districtului Torridge. 